# Sergio Pellizzaro
Sergio Pellizzaro (Montebello Vicentino, 1945. március 1. –) olasz labdarúgó, csatár.

## Pályafutása
1963 és 1966 között a Mantova labdarúgója volt, de 1964-ben az Empoli csapatában szerepelt kölcsönben. 1966–67-ben az AS Roma, 1967–68-ban a Catanzaro, 1968 és 1970 között a Palermo játékosa volt. 1970 és 1972 között az Internazionale labdarúgója volt, de 1970–71-ben kölcsönben előző csapatában, a Palermóban játszott. Az 1970–71-es idényben olasz bajnok és az 1971–72-es idényben BEK-döntős volt az Inter csapatával. 1972 és 1974 között az Atalanta, 1974 és 1976 között a Perugia játékosa volt. A Perugia csapatával az 1974–75-es idényben bajnokságot nyert a másodosztályban. 1976 és 1978 között a Rimini együttesében fejezte be az aktív játékot.

## Sikerei, díjai
Internazionale
- Olasz bajnokság (Serie A)
  - bajnok: 1970–71
- Bajnokcsapatok Európa-kupája (BEK)
  - döntős: 1971–72

 Perugia
- Olasz bajnokság – másodosztály (Serie B)
  - bajnok: 1974–75